# Demon's Tilt
Demon's Tilt è un simulatore di flipper del 2019. Originariamente disponibile per personal computer, il gioco è stato convertito per Xbox One, Nintendo Switch e PlayStation 4.
Il gioco è ispirato alla serie Crush Pinball. Nel 2023 è stato annunciato un seguito dal titolo Xenotilt.